# Marc Klaw
Marc Klaw, né Marcus Alonzo Klaw le 29 mai 1858 et mort le 14 juin 1936, est un avocat américain, producteur de théâtre, propriétaire de théâtre et figure de proue du Theatrical Syndicate (en), un trust qui a monopolisé les réservations au théâtre dans tous les États-Unis.

## Biographie
Appelé à la fois Mark et Marc, il est né à Paducah, Kentucky, enfant d'immigrants juifs d'Allemagne. Il étudie le droit à la Louisville Law School et obtient son diplôme en 1879. Il ouvre un cabinet d'avocats à Louisville et travaille comme critique dramatique à temps partiel.
En 1881, il s'installe à New York pour travailler sur les questions juridiques pour le directeur de théâtre Gustave Frohman (en). Klaw est attiré par le monde du théâtre et est pendant plusieurs années directeur de tournées. Il forme un partenariat avec A.L. "Abe" Erlanger en fondant une agence de réservation de théâtre à New York en 1888.
Opérant sous le nom de « Klaw & Erlanger », ils développent leurs activités grâce à l'acquisition et à la construction de théâtres, au point de contrôler la plupart des théâtres du sud des États-Unis et plusieurs sites majeurs à New York. Parmi leurs avoirs, ils possédaient la « Klaw and Erlanger's Costume Company » et la « Klaw & Erlanger Opera Company ».
En 1895, Klaw & Erlanger est la deuxième plus grande société de réservation aux États-Unis.
En 1896, Klaw & Erlanger s'associent à Al Hayman (en), Charles Frohman, Samuel F. Nixon (en) et J. Fred Zimmerman Sr. (en) pour former le « Theatrical Syndicate ». Leur organisation établit des réseaux de réservation systématisés à travers les États-Unis et crée un monopole qui contrôle tous les aspects des contrats et des réservations jusqu'à la fin des années 1910, jusqu'à ce que les frères Shubert brisent cette emprise sur l'industrie théâtrale.
Bien qu'ils soient presque unanimement méprisés dans l'industrie pour leurs tactiques impitoyables, Klaw et Erlanger produisent des dizaines de pièces de théâtre à Broadway et en financent de nombreuses autres, notamment les premières éditions des Ziegfeld Follies.
Le partenariat de Klaw & Erlanger est mis à mal en 1919 par la grève déclenchée par l'Actors' Equity (en), un syndicat de défense des acteurs. Le partenariat prend fin la même année et la dernière production de Broadway de Klaw and Erlanger est en 1919 The Velvet Lady. Après cela, Klaw fait construire le Klaw Theatre et produit des pièces jusqu'à sa retraite en 1927.

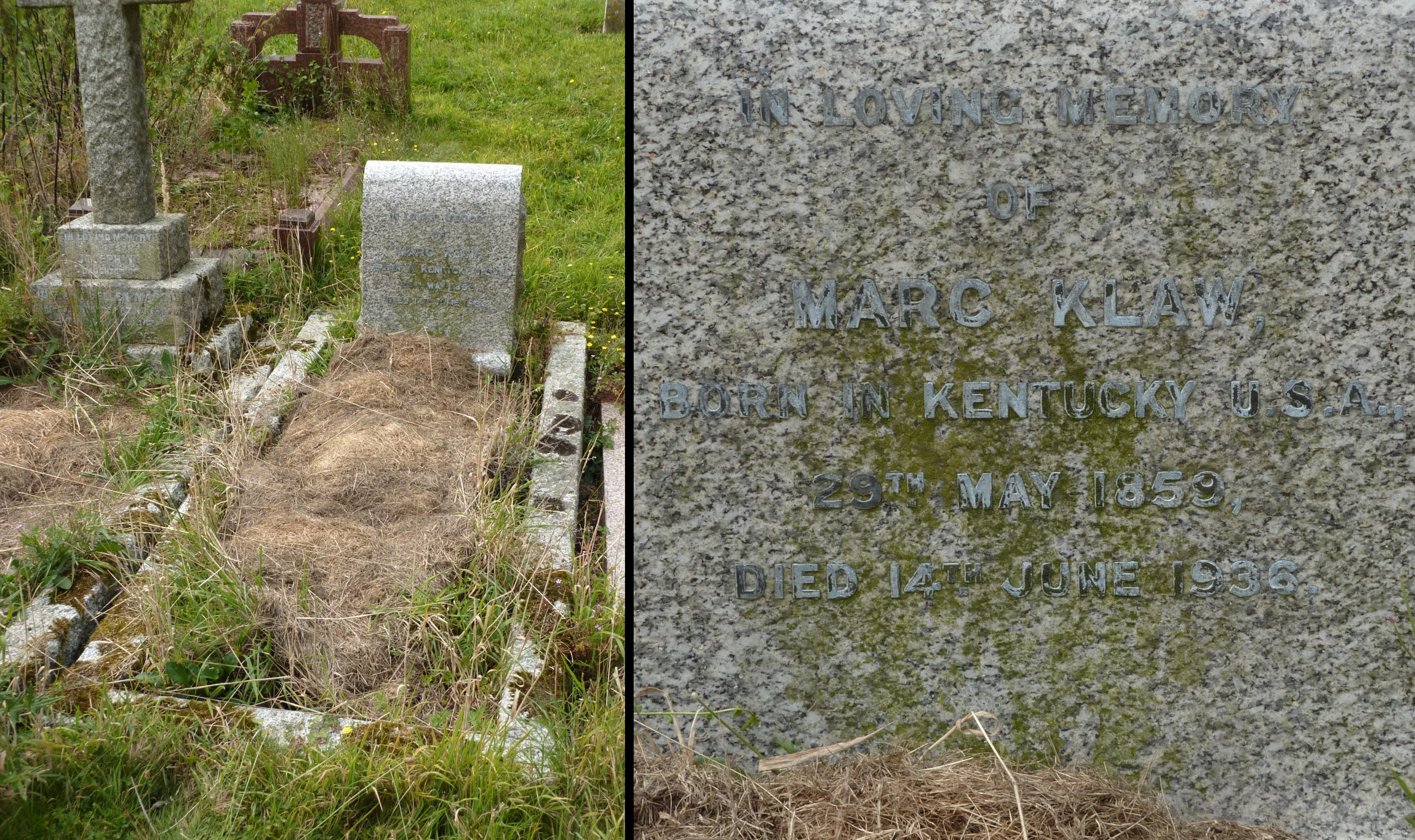
Tombe de Klaw à l'église Saint-Jean-Baptiste, Clayton, Angleterre, photographiée en 2014. La date de naissance mentionne 1859.

En 1929, Klaw s'installe en Angleterre, où il meurt en 1936 à Bracken Fell, Hassocks, West Sussex,. Il est enterré dans le cimetière de l'église Saint-Jean-Baptiste, à Clayton.